# Megalopaussus amplipennis
Megalopaussus amplipennis (лат.) — вид жуков-пауссин, единственный в составе рода Megalopaussus из семейства жужелиц. Эндемик Австралии.

## Описание
Усики нитевидные. Размер: 16—20 мм.

## Классификация
Единственный вид, описанный в составе монотпического рода Megalopaussus, который был впервые выделен австралийским энтомологом Артуром Миллсом Леа в 1906 году. Относится к трибе Paussini и подтрибе Arthropterina
- триба Paussini Latreille, 1807
  - подтриба Arthropterina Nagel, 1987
    - род Megalopaussus Lea, 1906
      - вид Megalopaussus amplipennis Lea, 1906 — Австралия, Квинсленд, Kuranda[4]

## Распространение
Эндемик Австралии, обнаружен на территории штата Квинсленд (Kuranda).